# Colax apulus
Colax apulus är en fjärilsart som beskrevs av Pieter Cramer 1779. Colax apulus ingår i släktet Colax och familjen tandspinnare. Inga underarter finns listade i Catalogue of Life.